# یواس‌اس یاکال (وای اف‌بی-۶۸۸)
یواس‌اس یاکال (وای اف‌بی-۶۸۸) (به انگلیسی: USS Yacal (YFB-688)) یک کشتی بود که طول آن ۷۱ فوت ۰ اینچ (۲۱٫۶۴ متر) بود. این کشتی در سال ۱۹۳۲ ساخته شد.